# SNN
SNN (англ. Stannin) – білок, який кодується однойменним геном, розташованим у людей на короткому плечі 16-ї хромосоми. Довжина поліпептидного ланцюга білка становить 88 амінокислот, а молекулярна маса — 9 497.
| 10         |  | 20         |  | 30         |  | 40         |  | 50         |
| ---------- |  | ---------- |  | ---------- |  | ---------- |  | ---------- |
| MSIMDHSPTT |  | GVVTVIVILI |  | AIAALGALIL |  | GCWCYLRLQR |  | ISQSEDEESI |
| VGDGETKEPF |  | LLVQYSAKGP |  | CVERKAKLMT |  | PNGPEVHG   |  |            |

A: Аланін

C: Цистеїн

D: Аспарагінова кислота

E: Глутамінова кислота

F: Фенілаланін

G: Гліцин

H: Гістидин

I: Ізолейцин

K: Лізин

L: Лейцин

M: Метіонін

N: Аспарагін

P: Пролін

Q: Глутамін

R: Аргінін

S: Серин

T: Треонін

V: Валін

W: Триптофан

Кодований геном білок за функцією належить до фосфопротеїнів. 
Локалізований у мембрані, мітохондрії, зовнішній мембрані мітохондрій.